# Al di là di ogni ragionevole dubbio
Al di là di ogni ragionevole dubbio (The Lawyer) è un film statunitense del 1970 diretto da Sidney J. Furie.

## Trama
Tony Petrocelli, un giovane avvocato che esercita nella ricca città di Baker, viene coinvolto in un caso di omicidio, quella di una ricca donna in cui viene accusato il marito.